# Stichodactyla mertensii
Stichodactyla mertensii is een zeeanemonensoort uit de familie Stichodactylidae. De anemoon komt uit het geslacht Stichodactyla. Stichodactyla mertensii werd in 1835 voor het eerst wetenschappelijk beschreven door Brandt. 